# Schierstins
De Schierstins (Fries: Skierstins) is een uit bakstenen opgetrokken woontoren in het Friese dorp Veenwouden (Feanwâlden), die uit het begin van de veertiende eeuw dateert. Het is de enige overgebleven middeleeuwse stins in Friesland.

## Geschiedenis
De Schierstins in Veenwouden werd rond 1300 gebouwd, net als andere stinzen ter verdediging, voor een familie Idzengha, die de toren moet hebben overgedragen aan het nabijgelegen grote klooster Claerkamp bij Rinsumageest. Het pand komt voor in een bron uit 1439 als het Schira Monnika huse, genoemd naar de schiere ("grijze") habijten van de cisterciënzermonniken van Klaarkamp, van waaruit in de omgeving van Veenwouden turf werd gestoken. Later werd het gebouw bekend als de Schierstins (stins: "stenen woonhuis").
Na de reformatie werden kloostergoederen in beslag genomen. Dit gebeurde ook met de Schierstins: van 1580 tot 1609 was het pand in het bezit van de Staten van Friesland. Daarna kwam het in handen van particulieren, die het gebouw verschillende keren lieten uitbreiden. Rond 1814, toen de toenmalige burgemeester van Leeuwarden Thijs Feenstra eigenaar van de Schierstins werd, telde de toren twee aanbouwen en waren rond het complex een zomerhuis, een koetshuis (dat in de jaren zestig van de twintigste eeuw zou worden gesloopt), een boomgaard en een park aangelegd.
Aan het einde van de negentiende eeuw was de Schierstins echter zo vervallen, dat gesproken werd van sloop. Mede op initiatief van het Fries Genootschap werd het pand in 1906 gerestaureerd. Tot rond 1960 deed de Schierstins dienst als postkantoor. Nadat de gemeente Dantumadeel eigenaresse van het pand was geworden, volgde in het begin van de jaren zestig opnieuw een restauratie. Daarna werd de Schierstins eerst een museum (met een raads- en een trouwzaal) en later een cultureel centrum. In 1999 werd de bovenverdieping verbouwd tot expositieruimte.

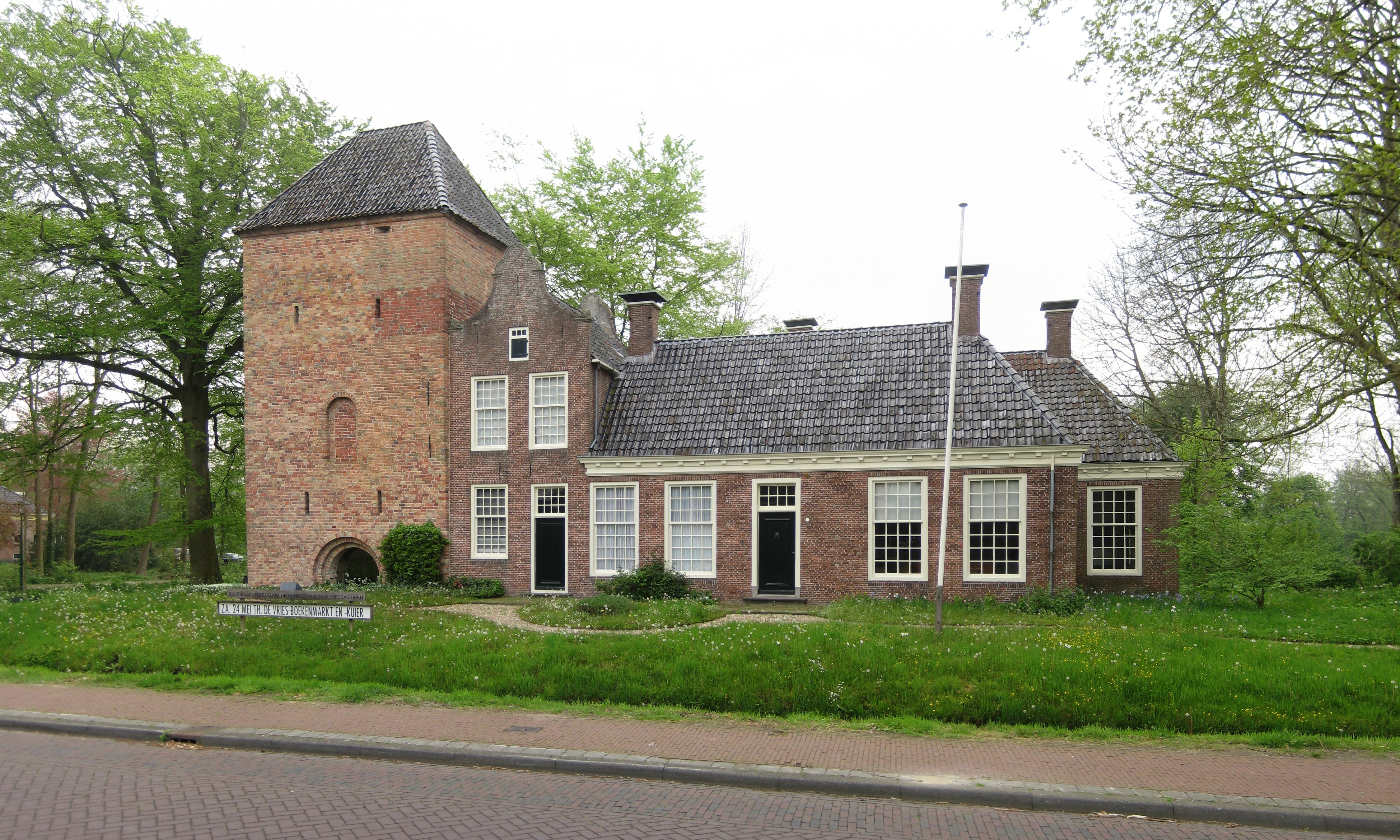
De Schierstins in 2014

## Theun de Vrieskeamer
In 2000 werd in de Schierstins een Theun de Vrieskeamer ingericht, een kamer voor een permanente tentoonstelling over de in Veenwouden geboren schrijver Theun de Vries. De collectie, die beheerd wordt door het Theun de Vriesgenootschap, werd in 2008 aanzienlijk uitgebreid, toen een particulier zijn omvangrijke verzameling over De Vries aan het genootschap schonk.

## Stinsenflora
In de tuin rondom de Schierstins is een gevarieerde stinsenflora te bezichtigen. De benaming stinsenplanten, die in 1932 door de botanicus Jacob Botke (1877-1939) voor het eerst werd gebruikt, is mogelijk geïnspireerd door het feit dat de bewoners van Veenwouden de bij de Schierstins groeiende planten met stinzeblomkes aanduidden.
Ald Slot · Amelandshuis · Klein Botnia · Camminghahuis · Crackstate · Dekemastate · Epemastate · Harsta State · Hemmema State · Heeremahuis · Herema State · Poptaslot · Jongema State · Keimpemastins · De Klinze · Liauckama State · Museum Martena · Papingastins · Princessehof · Schierstins · Sickema State · Stadhouderlijk Hof · Stania State · Waltastins · Uniastate · Ylostins (verdwenen)